# Centro de Investigación y Tecnología Nuclear de Isfahán
El Centro de Investigación y Tecnología Nuclear de Isfahán (cuyo nombre alternativo es de Centro Internacional de Ciencia y Tecnología Nuclear) es el mayor centro científico atómico de Irán, situado al sureste de la ciudad de Isfahán, en el centro del condado de Isfahán, y con una capacidad de 10 MW. Su fachada es Pishgam Energy Industries Corporation.
Está parcialmente supervisado por el Organismo Internacional de Energía Atómica de la ONU en el marco del programa del Plan de Acción Integral Conjunto.
El distrito nuclear de Isfahán incluye (principalmente abastecido por China):
- MNSR – Reactor de fuente de neutrones en miniatura de 27 kW
- Reactor subcrítico de agua ligera (LWSCR)
- Reactor de agua pesada de potencia cero (HWZPR)
- Reactor subcrítico de grafito (GSCR)

Pasó a llamarse Instalación de Conversión de Uranio (UCF).

## Historia
Fue fundada en la década de 1970, durante los últimos años del Irán Pahlaví, con ayuda francesa.

### Ataques aéreos israelíes de 2025
El 13 de junio de 2025, Israel realizó ataques aéreos en la instalación nuclear, dañando o destruyendo la planta de conversión de uranio, así como también dañó la planta de fabricación de placas de combustible y un cuarto edificio crítico.